# Kobalt Music Group
A Kobalt Music Group é uma empresa de gerenciamento, edição e publicação de direitos independentes. Fundada em 2000 por Willard Ahdritz, a Kobalt atua principalmente como uma empresa de publicação administrativa, sem se apropriar de direitos autorais. Também oferecendo serviços de gravadora e direitos conexos, a empresa desenvolveu um portal on-line para fornecer renda e atividade de royalties a artistas e permitir que eles gerenciem seus direitos e royalties diretamente.
A Wired informou em 2015 que a Kobalt era "a principal editora independente de música no Reino Unido e a segunda no geral (logo após Sony / ATV) nos EUA", com cerca de 600 mil músicas e 8 mil artistas em seu catálogo, incluindo Massive Attack, Trent Reznor, Gwen Stefani, Phoenix, Prince, Sonic Youth, Ellie Goulding, Paul McCartney, Bob Marley, John Denver, Tiesto, Bob Dylan, and Kelly Clarkson.
A Kobalt já possuiu a marca de 17,3% das 100 melhores músicas de rádio dos EUA em 2015, ficando em terceiro lugar depois da Universal. Com sede em Nova York, a Kobalt também possui escritórios em cidades como Londres, Los Angeles, Nashville, Atlanta, Berlim, Estocolmo, Miami, Hong Kong e Sydney. A empresa já pagou $ 29,8 milhões para a aquisição das empresas de música da Fintage House.

## Tecnologia
A Kobalt desenvolveu várias tecnologias para aumentar sua própria eficiência no rastreamento e cobrança de royalties. Em 2005, a empresa estreou seu Kobalt Portal, um portal on-line para artistas acompanharem e gerenciarem seus próprios portfólios. Em 2014, a Kobalt lançou o ProKlaim, uma integração do YouTube que até 2014 havia aumentado significativamente a receita de artistas na plataforma. O ProKlaim serve como uma "plataforma de detecção avançada", integrando-se à tecnologia de detecção de música do YouTube. A partir de 2015, a Kobalt começou a descrever sua tecnologia de back-end como "KORE". O KORE gerencia direitos e rastreia, coleta e paga royalties em mercados diferentes, com os dados coletados acessíveis através do Portal Kobalt.

## Catálogo atual
Atualmente, a Kobalt tem acordos de licenciamento com cerca de 8.000 artistas e 600 editoras, representando um catálogo que totaliza cerca de 600.000 músicas.

### Editores selecionados
Atualmente, os seguintes editores estão assinados com a Kobalt Music Group:
{Div col|colwidth=15em}}
- B-Unique Music[4]
- Big Life Music[4]
- Blue Mountain Music[4]
- Cherry Tree[4]
- Communion Defend Music[4]
- Disney Music Group (Australia)[16][4]
- Getty Images[4]
- Hipgnosis Songs Fund
- Inside Assage[4]
- Lateral[4]
- Little Louder[17]
- MPCA[4]
- MPL Communications[4]
- National Geographic[4]
- Nettwerk[18]
- OWSLA[4]
- Polar Patrol Publishing[4]
- San Remo[4]
- Secretly Canadian[4]
- Songs Music Publishing[19]
- Soul Kitchen Music[4]
- Ten[4]
- Third and Verse[4]

### Artistas selecionados
Os seguintes artistas têm uma parte significativa de seu catálogo, se não todos, atualmente supervisionados pela Kobalt Music Group: 
- 50 Cent[4]
- Gregg Allman[20]
- Alt-J[4]
- Iain Archer[4]
- The B-52's[4][21]
- Band of Skulls[22]
- Geoff Barrow[4]
- Dave Bassett[4]
- Beck[4][23]
- Big & Rich[4]
- Black Submarine[24]
- Blonde Redhead[25]
- Bon Iver[4]
- Bon Jovi[4]
- Jake Bugg[4]
- Busta Rhymes[26]
- The Cardigans[4]
- Guy Chambers[4]
- Cirkut[4]
- Kelly Clarkson[1][4]
- Cerebral Ballzy[27]
- Charli XCX[28]
- Cut Copy[4]
- Miles Davis[4]
- John Denver (USA)[8]
- Dr. Luke[1][4]
- Todd Howard[4]
- Eminem (back catalogue)[29]
- Ella Eyre[28]
- Family of the Year[28]
- The Family Rain[30]
- Neil Finn[4]
- Keith Flint
- Flume[28]
- Foo Fighters[31]
- Childish Gambino[32]
- Art Garfunkel[33]
- Gary Go[4]
- Gotye[4]
- Dave Grohl[4][34][35]
- David Guetta[36]
- Albert Hammond Jr.[37]
- The Head and the Heart[4]
- The Hives[4]
- Holy Ghost[4]
- Enrique Iglesias[38]
- Jack Garratt[4]
- Jimmy Eat World[4]
- Joss Stone[4]
- Kid Cudi[4]
- Kid Rock[4]
- Killswitch Engage[4]
- Kygo[4]
- Lady Antebellum[4]
- Adam Lambert[4]
- Cyndi Lauper[4]
- LCD Soundsystem[4]
- Trip Lee[4]
- Jamie Liddell[4]
- Lil' C[39]
- Little Boots[4]
- Little Dragon[4]
- LMFAO[4]
- Local Natives[4]
- Courtney Love[40]
- The Lumineers[4]
- Bob Marley[7]
- Max Martin[4][41]
- Shane McAnally[4]
- Paul McCartney[4]
- Brian McKnight[4]
- Moby[4]
- Mogwai[4]
- mxmtoon[42]
- Stevie Nicks[4]
- Rudy Nicoletti[4]
- Gary Numan[4]
- William Orbit[4]
- Panic! at the Disco[4]
- Peaches[4]
- Shelly Peiken[4]
- Pet Shop Boys (Cage Music)
- Phoenix[4]
- Ariel Pink[4]
- Poliça[4]
- The presidents of the United States of America[4]
- Elvis Presley[43]
- Kelly Price[4]
- Queens of the Stone Age[4]
- Rammstein[4]
- Ariel Rechtshaid[4]
- Trent Reznor[4]
- Lionel Richie[4]
- Lindy Robbins[4]
- Dan Romer[4]
- Roxette[4]
- Prince Royce[44]
- Rudimental[45]
- Noah "40" Shebib[4]
- Shellback[4]
- Skrillex[4]
- Sonic Youth[4]
- Matt Squire[4]
- Gwen Stefani[1][4]
- Billy Steinberg[4]
- Shane Stevens[4]
- Rod Stewart[4]
- Serj Tankian[4]
- Tears for Fears[4]
- Ryan Tedder[1][4]
- Tiësto[4]
- TV on the Radio[4]
- Rufus Wainwright[4]
- Wavves[4]
- Eg White[4]
- Dan Wilson[46]
- Steve Winwood[4]
- Yeasayer[4]
- Noel Zancanella[4]

Direitos Conexos da Kobalt
- Akon[4][33]
- James Bay[4]
- Björk[4]
- Aloe Blacc[4]
- Jake Bugg[4]
- Charli XCX[4]
- Taio Cruz[4]
- Duran Duran[4]
- Bob Dylan[4]
- Foxes[4]
- Jess Glynne[4]
- Gotye[4]
- Ellie Goulding[4]
- Ariana Grande[4]
- Calvin Harris[4]
- Felix Jaehn[4]
- Carly Rae Jepsen[4]
- Cher Lloyd[4]
- Kygo[4]
- Macklemore and Ryan Lewis[4]
- Bruno Mars[4]
- John Newman[4]
- Nico and Vinz[4]
- OMI[4]
- Pitbull[4]
- Red Hot Chili Peppers[4]
- Simon and Garfunkel[4]
- Sam Smith[4]
- Tame Impala[4]
- Thirty Seconds to Mars[4]
- Tove Lo[4]
- Jessie Ware[4]
- Zedd[4]

Serviços de Gravadora da Kobalt
- Band of Horses[4]
- Courtney Barnett[4]
- Big and Rich[4][4]
- Boy George[4][47]
- Julian Casablancas[4]
- Chrysalis Records[48]
- Culture Club[4]
- The Darkness[4]
- De La Soul[4]
- deadmau5[4][49]
- Die Antwoord[4]
- Neil Finn[4]
- Good Charlotte[4]
- David Gray[4][50]
- Macy Gray[4]
- Billy Idol[4][51]
- Karen O[4]
- The Kooks[52]
- Lifehouse[4]
- Little Simz[4]
- Laura Marling[4]
- Massive Attack[4]
- Martina McBride[4]
- New Kids on the Block[4]
- Nick Cave and the Bad Seeds[4]
- Noel Gallagher's High Flying Birds[4]
- Pet Shop Boys[4]
- Peter Bjorn and John[4]
- Placebo[4]
- Steel Panther[4]
- Joss Stone[4]
- Todd Terje[4]
- Travis[4]
- The Waterboys[4]

## Prêmios e indicações
A seguir, é apresentada uma lista incompleta de prêmios conquistados pela Kobalt Music Group ao longo dos anos:
- 2009: Music Week Awards - Editora de música independente do ano[53]
- 2010: Music Week Awards - Editora de música independente do ano[54]
- 2011: Music Week Awards - Editora Independente de Música do Ano
- 2012: Music Week Awards - Editora Independente de Música do Ano
- 2013: Music Week Awards - Editora Independente de Música do Ano
- 2014: Music Week Awards - Editora Independente de Música do Ano
- 2015: Music Week Awards - Editora Independente de Música do Ano
- 2016: Music Week Awards - Editora de música independente do ano[55]
- 2017: Music Week Awards - Editora do ano